# Борегар де Терасон
Борегар де Терасон (фр. Beauregard-de-Terrasson) насеље је и општина у југозападној Француској у региону Аквитанија, у департману Дордоња која припада префектури Сарла ла Канеда.
По подацима из 2011. године у општини је живело 711 становника, а густина насељености је износила 89,21 становника/km². Општина се простире на површини од 7,97 km². Налази се на средњој надморској висини од 248 метара (максималној 291 m, а минималној 112 m).

## Демографија
| 1962. | 1968. | 1975. | 1982. | 1990. | 1999. | 2011. |
| ----- | ----- | ----- | ----- | ----- | ----- | ----- |
| 406   | 436   | 533   | 575   | 653   | 654   | 711   |

График промене броја становника у току последњих година